# England-Gletscher
Der England-Gletscher ist ein kleiner Gletscher im ostantarktischen Mac-Robertson-Land. Er liegt an der Nordseite des McCue Bluff im Mawson Escarpment und mündet in den Lambertgletscher.
Luftaufnahmen, die 1956, 1960 und 1973 im Rahmen der Australian National Antarctic Research Expeditions (ANARE) entstanden, dienten seiner Kartierung. Das Antarctic Names Committee of Australia benannte ihn nach dem Geologen Richard England, der an den ANARE-Kampagnen 1973 und 1974 zur Erkundung der Prince Charles Mountains teilgenommen hatte.